# St.-Georgs-Kirche (Großkmehlen)

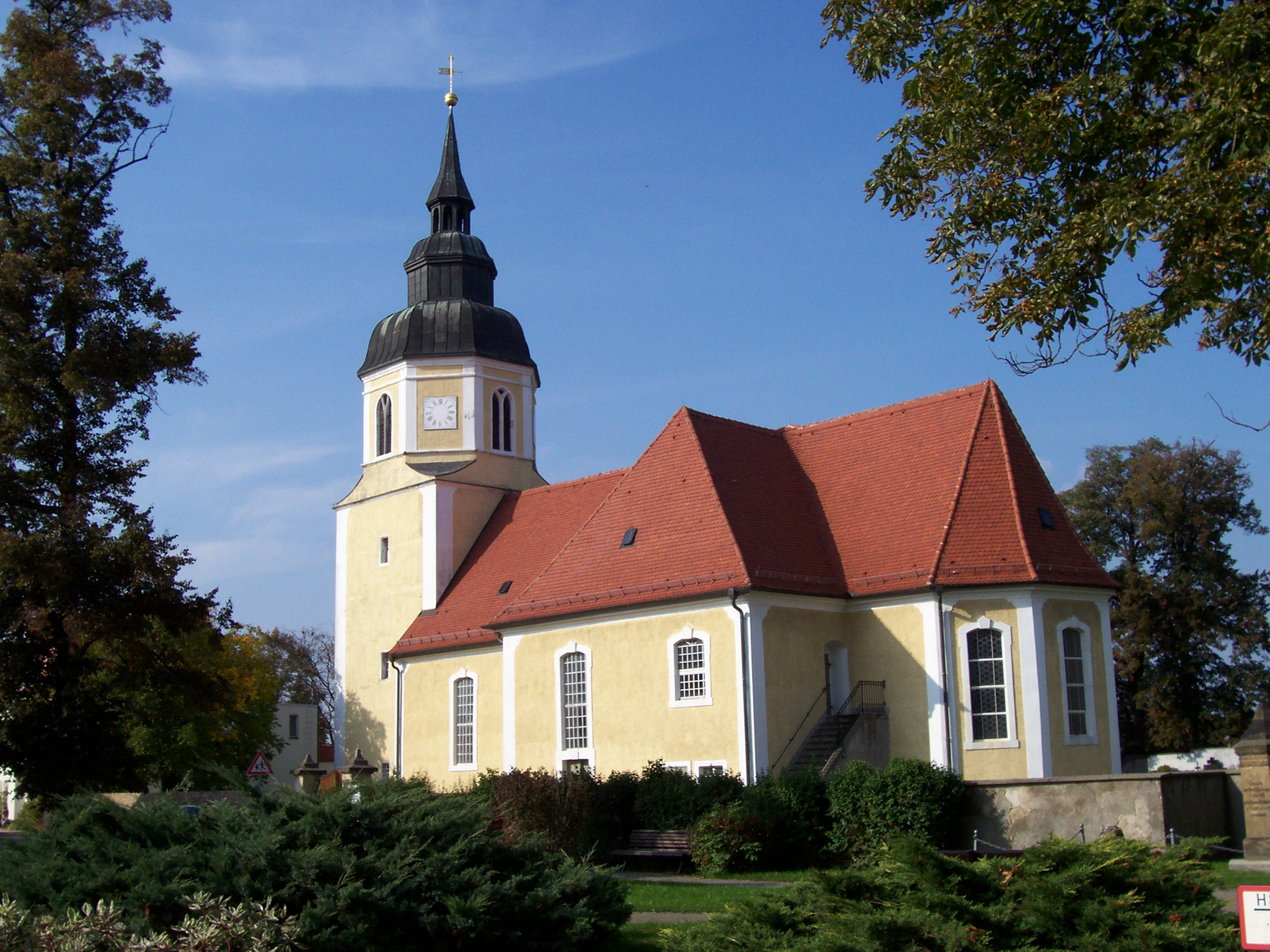
St.-Georgs-Kirche

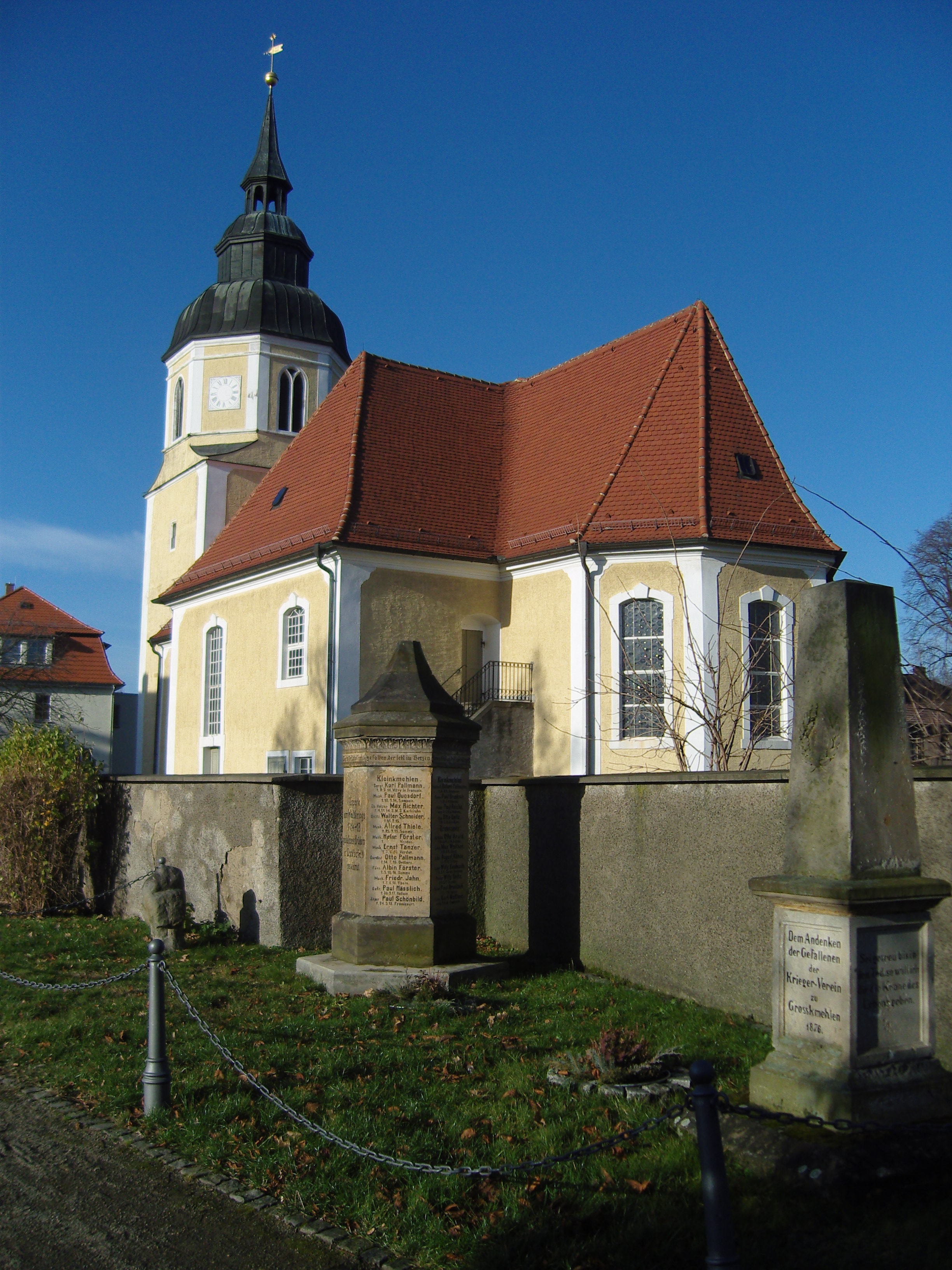
Denkmäler vor der Kirche

Die St.-Georgs-Kirche in Großkmehlen ist eine dem Heiligen Georg geweihte Kirche im Landkreis Oberspreewald-Lausitz. Die Kirche gehört zu den Baudenkmalen in der Gemeinde Großkmehlen.

## Geschichte
Urkundlich erwähnt wurde die Kirche erstmals im Jahr 1205. Das heutige Aussehen wurde durch Umbauten erreicht. Das Kirchenschiff wurde in der zweiten Hälfte des 15. Jahrhunderts gebaut. Um das Jahr 1618 wurde die Kirche umgebaut. Ein weiterer Umbau erfolgte in der Zeit von 1716 bis 1718, dabei wurde das Kirchenschiff durch zwei Anbauten zur Kreuzform erweitert. Der Umbau erfolgte nach einem Gutachten von George Bähr, der unter anderem die Dresdner Frauenkirche und die Loschwitzer Kirche erbaute.

## Baubeschreibung
Der Kirchenbau ist kreuzförmig angelegt. An das Kirchenschiff schließt sich ein Westturm an. Chor, Schiff und Turmunterbau sind spätgotisch. Um das Jahr 1618 wurde das Gebäude verändert. So erhielt die Kirche einen neuen Turmaufbau und ein geschmücktes Portal.
Umfasst wird das Gebäude von einem Kirchhof.

## Ausstattung

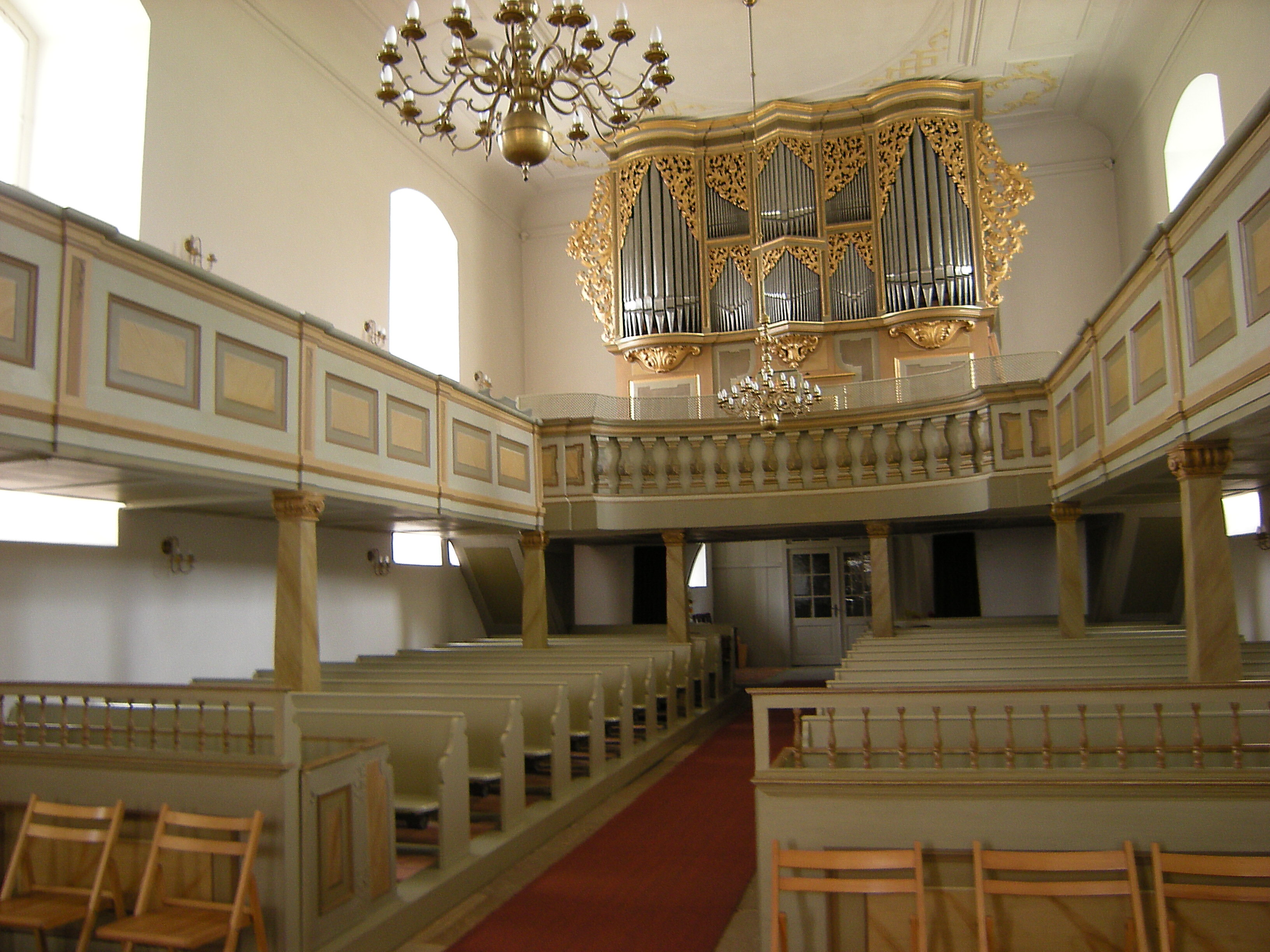
Innenausstattung mit Silbermann-Orgel

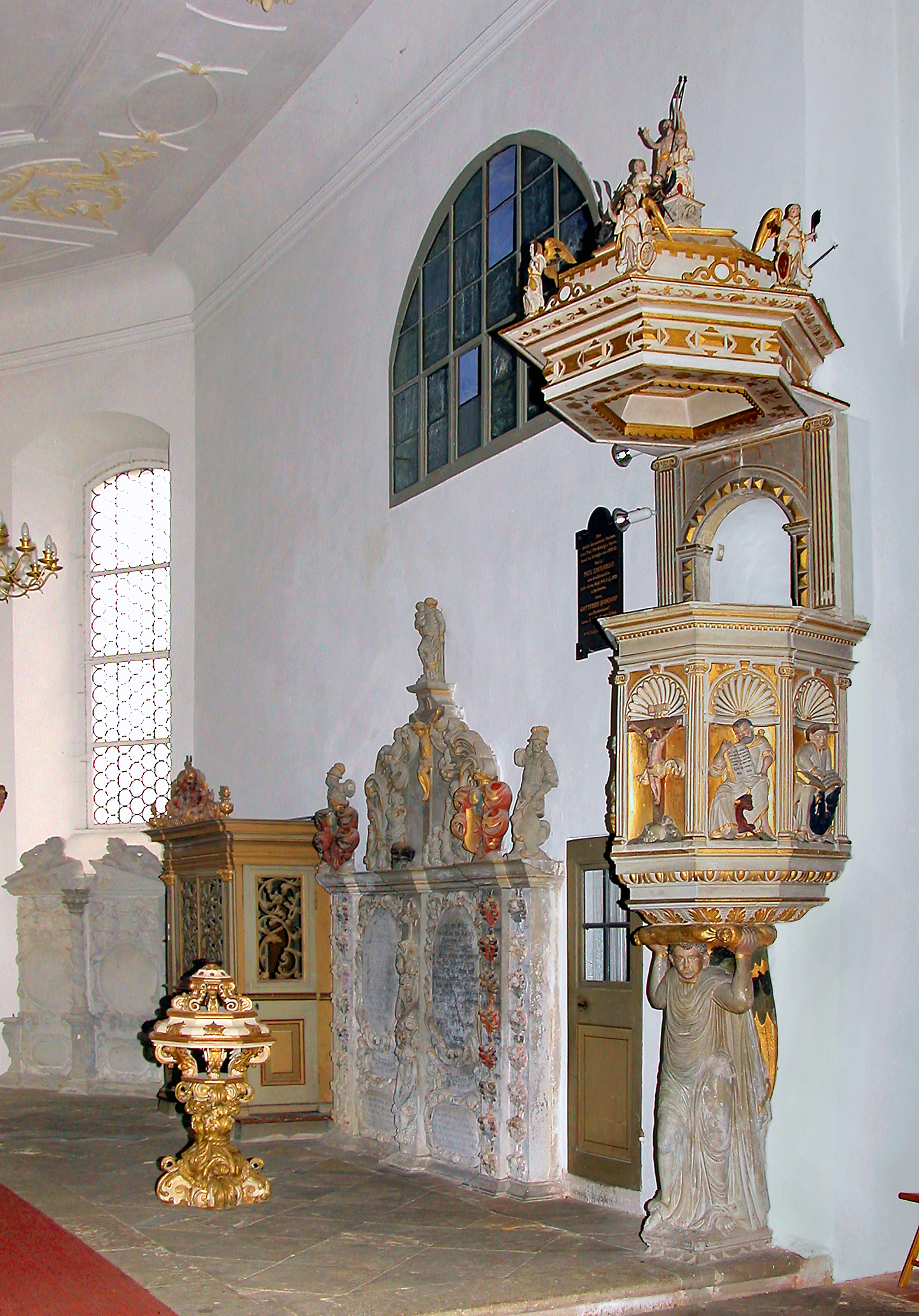
Kanzel und Taufe

Die Ausstattung der St.-Georgs-Kirche ist barock. Der Innenraum wird von einer flachen Stuckdecke mit geometrischen Ornamenten abgeschlossen. Die dreiseitig umlaufende Empore ruht auf viereckigen Pfosten, die sich nach oben verjüngen und in ionischen Kapitellen enden. An den Langseiten hat sie kassettierte Füllungen. Die Westempore hat Baluster und dient als Aufstellungsort für die Orgel. Das Pfarr- und Patronatsgestühl stammt aus dem frühen 18. Jahrhundert. Das Kirchengestühl lässt einen Mittelgang frei. Das älteste Ausstattungsstück ist der spätgotische Tabernakel aus der ersten Hälfte des 15. Jahrhunderts. Er befindet sich heute in der Sakristei. Die Taufe ist eine Stiftung der Generalin von Brause und stammt aus dem Jahr 1718.

### Kanzel
Die polygonale Sandsteinkanzel aus dem Jahr 1620 ist im mittleren Kanzelfeld mit dem Gekreuzigten geschmückt, der von den Skulpturen der Evangelisten mit ihren Evangelistensymbolen flankiert wird. Gestützt wird sie von einem geflügelten Engel, der sich ein Kissen auf dem Kopf hält, auf dem sich der Kanzelkorb befindet. Der hölzerne Schalldeckel ist mit Blumen und Ornamenten sowie bekrönenden Figuren versehen. Die Kanzelrückwand trägt über einem Rundbogen zwischen zwei ionischen Pilastern den hebräischen Gottesnamen JHWH.

### Silbermann-Orgel

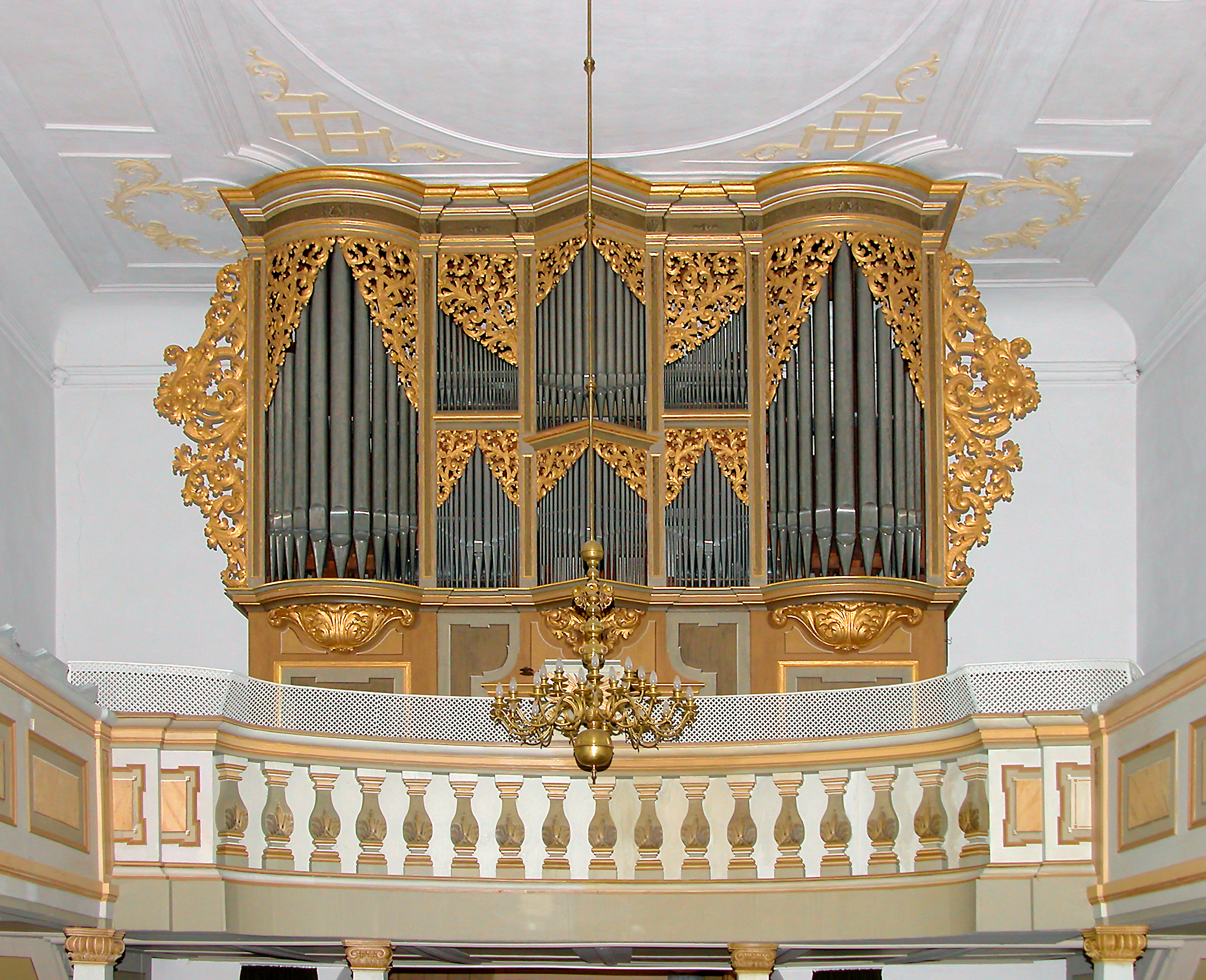
St.-Georgs-Kirche, Silbermann-Orgel (1717/1718)

Die Orgel wurde in den Jahren 1717/1718 von Gottfried Silbermann im Auftrag von Johanna Eleonore von Brause erbaut. Diese war Witwe des Gottlob von Lüttichau, bis zu seinem Tod 1699 Lehnsherr von Großkmehlen (neuer Teil). Die Orgel ist Silbermanns achtes Werk. Sie verfügt über zwei Manuale und Pedal sowie 22 Register mit insgesamt 1239 Pfeifen, von denen 36 im Prospekt stumm sind. Die Generalin von Brause stiftete dieses Instrument, das 1000 Taler kostete. Das Kirchenarchiv besitzt einen von Silbermann unterschriebenen „Contract“ von Silbermann. Im November 1718 wurde die Orgel durch Christian Petzold abgenommen.
Ein Großteil der Orgelpfeifen wurde im 20. Jahrhundert erneuert. Infolge einer Auslagerung des Pfeifenwerks nach einem Blitzeinschlag in die Kirche im Jahr 1944 erlitt die Orgel erheblichen Schaden. Ein Teil des Pfeifenwerks wurde im selben Jahr wieder eingebaut, andere Register wurde 1954 durch Jehmlich Orgelbau Dresden ersetzt. Von 1995 bis 1996 wurde die Orgel durch eine private Spende in Höhe von einer Viertelmillion DM durch die Orgelwerkstatt Rühle restauriert und acht verlorene Register nach der Silbermann-Orgel der Georgenkirche in Rötha rekonstruiert.
| I Hauptwerk C–c3 |            |     |
| 1.               | Bourdon    | 16′ |
| 2.               | Principal  | 8′  |
| 3.               | Rohrflaut  | 8′  |
| 4.               | Praestant  | 4′  |
| 5.               | Spitzflaut | 4′  |
| 6.               | Quinte     | 3′  |
| 7.               | Octave     | 2′  |
| 8.               | Mixtur III |     |
| 9.               | Cimbeln II |     |
| 10.              | Cornett    |     |
|                  | Tremulant  |     |

| II Oberwerk C–c3 |            |       |
| 11.              | Gedackt    | 8′    |
| 12.              | Quintadena | 8′    |
| 13.              | Principal  | 4′    |
| 14.              | Rohrflaut  | 4′    |
| 15.              | Nassat     | 3′    |
| 16.              | Octava     | 2′    |
| 17.              | Quinte     | 1 ⁄2′ |
| 18.              | Sifflaut   | 1′    |
| 19.              | Cimbeln II |       |

| Pedal C–d1 |               |     |
| 20.        | Principalbass | 16′ |
| 21.        | Posaunenbass  | 16′ |
| 22.        | Trompette     | 8′  |

### Altar

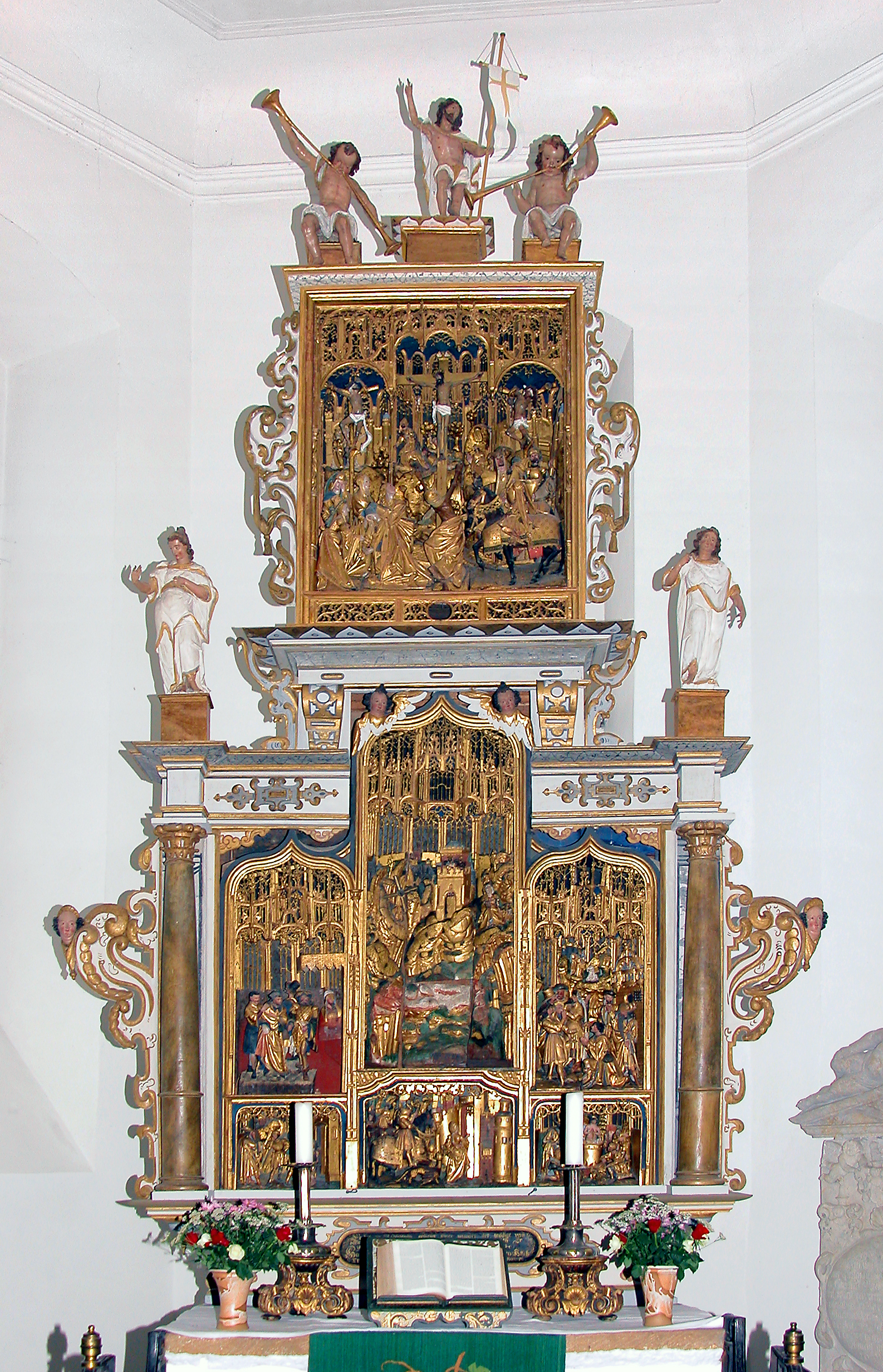
St.-Georgs-Kirche, Schnitzaltar um 1620

Der spätgotische Schnitzaltar stammt aus einer Antwerpener Werkstatt. Er soll vor dem Jahr 1495 als Auftragswerk der von Lüttichau gefertigt worden sein. Der Altar besteht aus zwei Aufsätzen, dem Georgs- und einem Kreuzschrein. Gefasst sind sie in einer Renaissanceumrahmung, die etwa aus dem Jahr 1620 stammt. Der untere Aufsatz, der Georgsschrein, verfügt über zwei angestellte Flügel. Dargestellt sind Bilder der Georgslegende. Der Altar wurde zum Teil mit finanzieller Hilfe der BASF Schwarzheide restauriert.

## Veranstaltungen
In der Kirche finden regelmäßig Orgelkonzerte statt, das erste findet zum Pfingstsonntag statt.